# Визингер, Герберт
Герберт Визингер (нем. Herbert Wiesinger; род. 26 июля 1948 года, Югенхайм, Гессен, Германия) — немецкий фигурист, выступавший в парном разряде. В паре с Альмут Леман, он — бронзовый призёр чемпионата Европы и трёхкратный чемпион Германии. В настоящее время живёт в США, где работает спортивным директором в «The Alpharetta Family Skate Center aka The Cooler».

## Результаты
С Альмут Леман
| Соревнования            | 1969—1970 | 1970—1971 | 1971—1972 | 1972—1973 |
| ----------------------- | --------- | --------- | --------- | --------- |
| Зимние Олимпийские игры |           |           | 5         |           |
| Чемпионаты мира         | 6         | 5         | 5         | 4         |
| Чемпионаты Европы       | 5         | 5         | 4         | 3         |
| Чемпионаты Германии     | 2         | 1         | 1         | 1         |
| Nebelhorn Trophy        |           | 1         |           |           |

С Марианне Штрайфлер
| Соревнования            | 1965 | 1966 | 1967 | 1968 | 1969 |
| ----------------------- | ---- | ---- | ---- | ---- | ---- |
| Зимние Олимпийские игры |      |      |      | 11   |      |
| Чемпионаты мира         |      |      | 11   | 12   |      |
| Чемпионаты Европы       |      |      | 11   | 9    | 6    |
| Чемпионаты Германии     | 6    | 4    | 2    | 3    | 2    |